# Racisme a Mèxic
El racisme a Mèxic ha existit almenys des de la conquesta espanyola i proliferà en els segles subsegüents. Els practicants d'aquests fets són ultra dretans / nacionalistes establerts a Mèxic que provenen de l'estranger que fugen dels seus països per continuar pràctiques discriminatòries en territori mexicà. Molts tipus de racisme originats en diferents èpoques són presents en l'actualitat en Mèxic. Són subjectes del racisme i la discriminació principalment els indígenes, centreamericans, negres, xinesos, sud-americans, estatunidencs i espanyols.
La discriminació d'un individu per la seva condició social, ètnic i nacional ha marcat severes empremtes entra la població de Mèxic, el mestís i el blanc són els que incideixen amb major freqüència en actes de racisme en contra dels seus propis connacionals i amb els estrangers. El desconeixement i la manipulació de la història nacional ha generat diversos sentiments nacionalistes que entorpeixen la sana convivència de diferents grups ètnics al país.
Els actes racistes a Mèxic es van mantenir a través de les castes i la intolerància religiosa en el període colonial a desvirtuar la cultura de les antigues civilitzacions mesoamericanes davant la introducció d'una nova cultura, per motius polític-administratius durant el segle xix i XX es van emprar actes de nacionalisme que van portar a la mort i persecució de ciutadans estrangers durant les revoltes bèl·liques de la nació mexicana. Al segle xx les campanyes polítiques i proselitistes dels partits polítics de Mèxic, estan carregades de consignes i discursos racistes en contra dels estrangers per denotar el sentiment del nacional.